# Oberneunforn
Oberneunforn, schweizerdeutsch Obernüüfere, ist eine Ortschaft der Gemeinde Neunforn des Bezirks Frauenfeld des Kantons Thurgau in der Schweiz.
Oberneunforn liegt an der Strasse Frauenfeld–Schaffhausen und war von 1803 bis 1995 eine Ortsgemeinde der Munizipalgemeinde Neunforn. Zur Ortsgemeinde gehörten nebst dem Dorf die Weiler Fahrhof, Münchhof und Langmühle. Am 1. Januar 1996 fusionierte die Ortsgemeinde zur politischen Gemeinde Neunforn.

## Geschichte

Schloss Oberneunforn, 1740

Oberneunforn im Jahr 1948

In Oberneunforn liegen hallstattliche Grabhügel. Darin wurde u. a. ein römisches Votivbeilchen gefunden. 963 bestand eine Gerichtsstätte. 1250 verkauften die Freiherren von Teufen ihren Besitz an das Kloster Töss, das sich 1265 auch das Patronat der Kirche von Neunforn, die stets in Oberneunforn stand, sicherte. Gerichtsherren waren 1442 Hans von Griesheim, um 1500 die von Leuenberg, ab 1554 die Stokar von Schaffhausen, 1680 Hans Kaspar Escher und 1694 bis 1798 die Stadt Zürich. Eine Offnung wurde 1523 niedergeschrieben.
1870 wurde die Ortsgemeinde Fahrhof in die Ortsgemeinde Oberneunforn eingemeindet.
Die Einwohner betrieben Acker- und Rebbau, Vieh- und Milchwirtschaft. Nach 1820 gab es eine private psychiatrische Klinik. 1887 folgte die Gründung einer landwirtschaftlichen Genossenschaft. Zu Beginn des 21. Jahrhunderts bestand etwas Gewerbe.

## Wappen

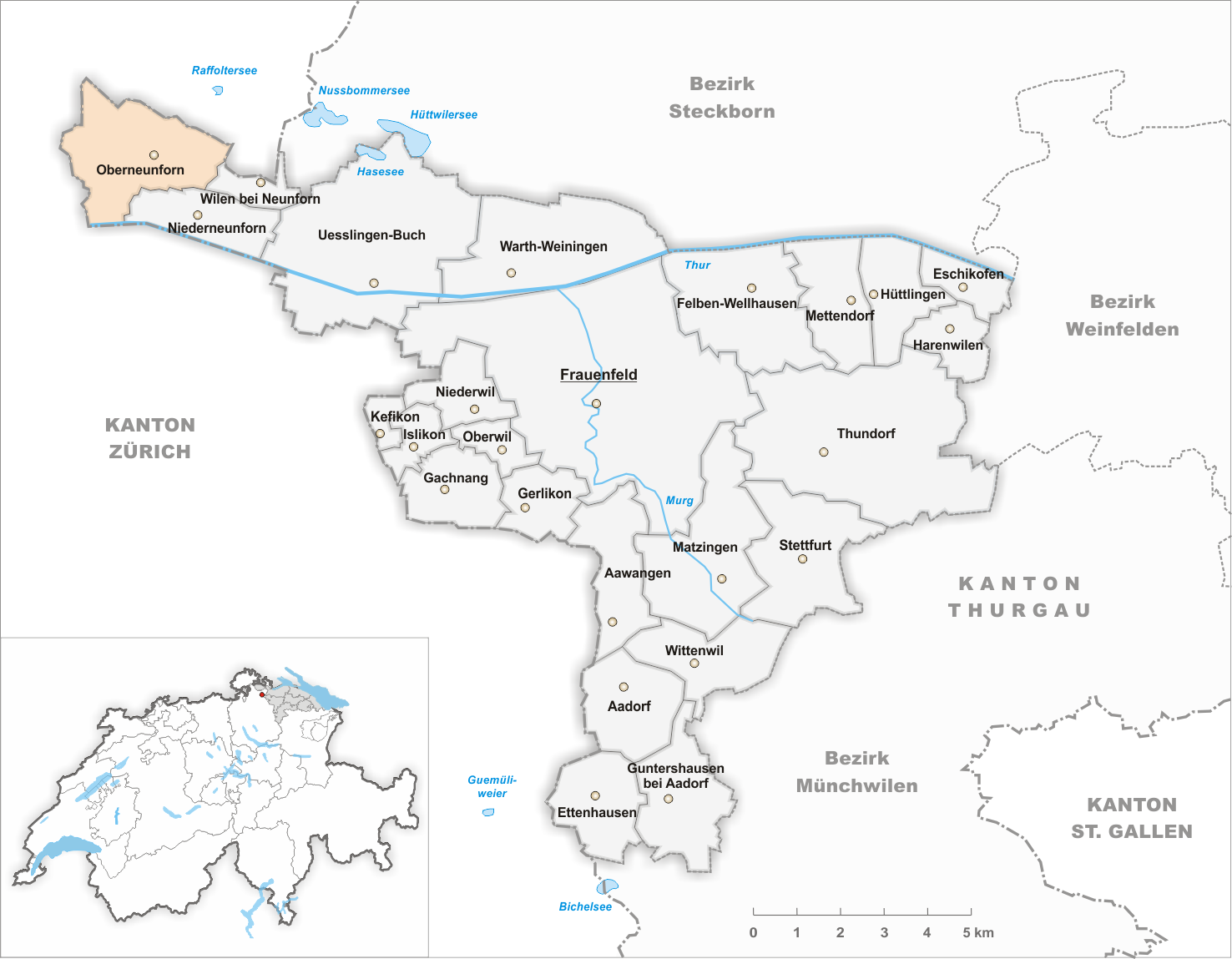
Gemeindestand vor der Fusion im Jahr 1996

Blasonierung: In Weiss aus gebogenem grünem Schildfuss wachsend neun grüne Föhren.
Redendes Wappen, denn der Name Neunforn wird im Dialekt als Nüüfere ausgesprochen und klingt ähnlich wie neun Föhren.

## Bevölkerung
| Jahr         | 1831  | 1850  | 1900  | 1950  | 1990  | 2000  | 2010  | 2018  |
| Ortsgemeinde | 761   | 570   | 467   | 382   | 540   |       |       |       |
| Ortschaft    |       |       |       |       |       | 485   | 467   | 558   |
| Quelle       | [ 4 ] | [ 4 ] | [ 4 ] | [ 4 ] | [ 4 ] | [ 8 ] | [ 9 ] | [ 2 ] |

Von den insgesamt 558 Einwohnern der Ortschaft Oberneunforn im Jahr 2018 waren 44 bzw. 7,9 % ausländische Staatsbürger. 334 (59,9 %) waren evangelisch-reformiert und 79 (14,2 %) römisch-katholisch.

## Sehenswürdigkeiten
Oberneunforn ist im Inventar der schützenswerten Ortsbilder der Schweiz aufgeführt.

## Persönlichkeiten
- Konrad Corradi (1813–1878), Landschaftsmaler
- Otto Nägeli, Mediziner, Heimatforscher und Mundartautor

## Bilder

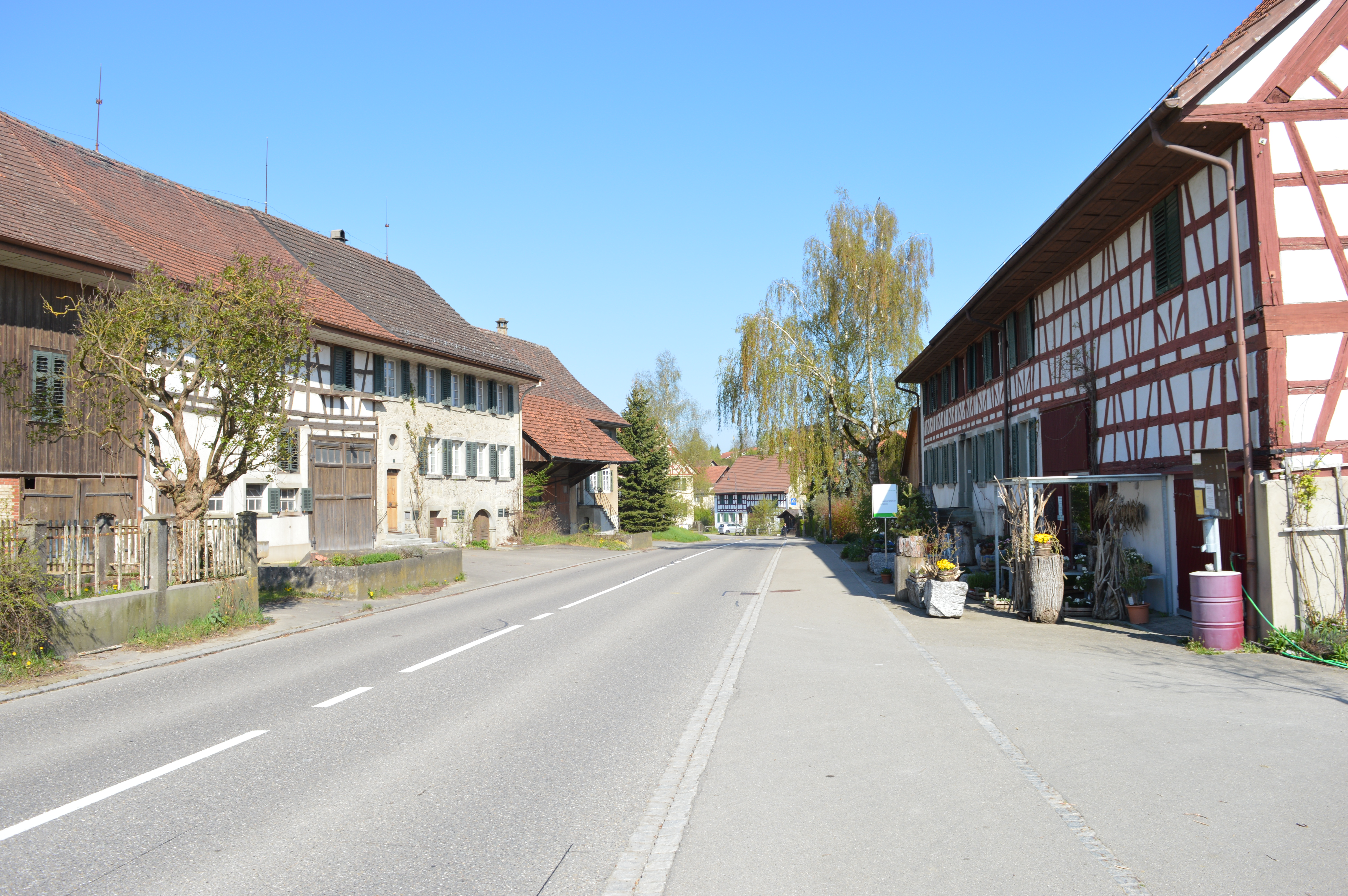
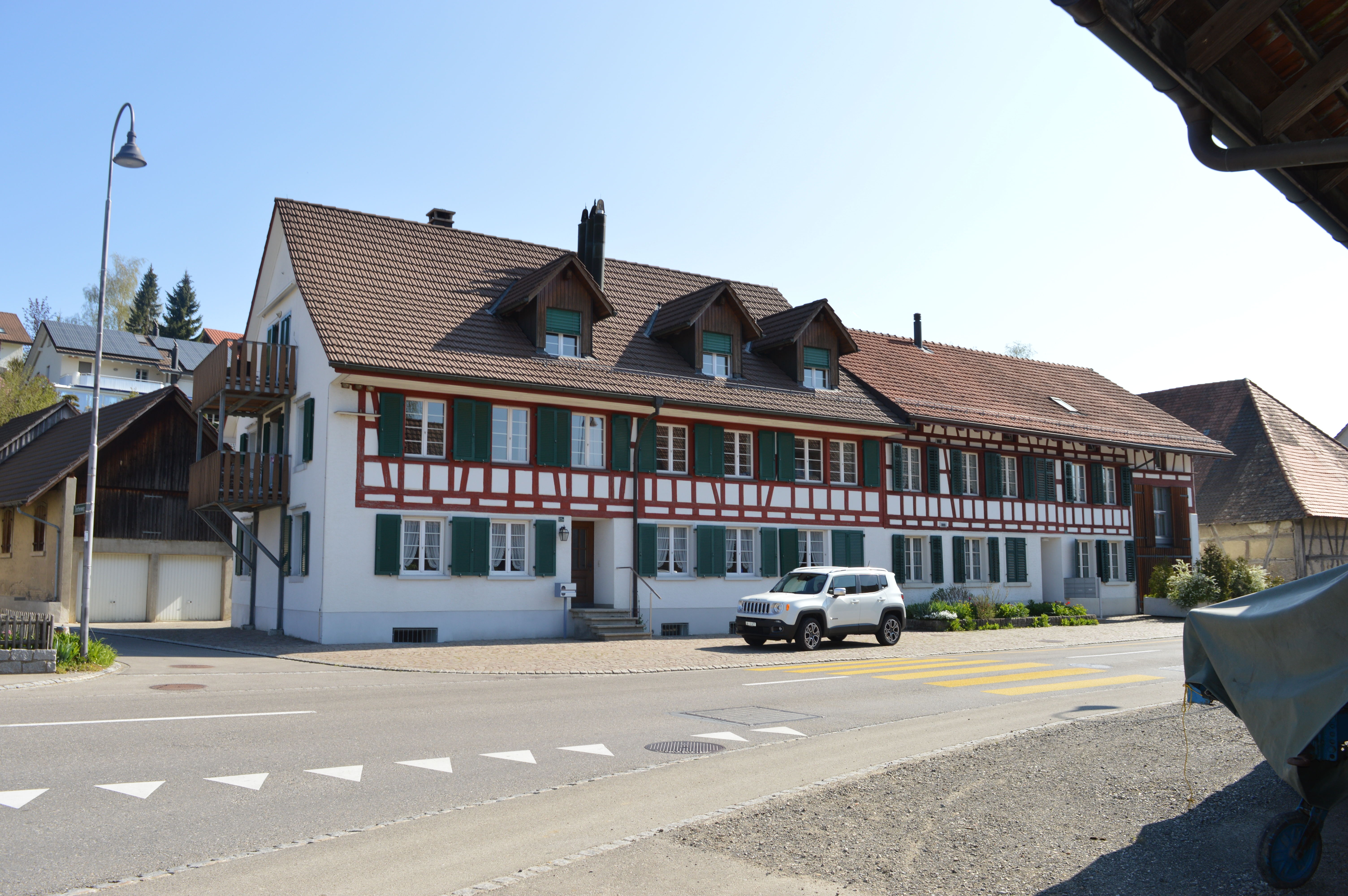
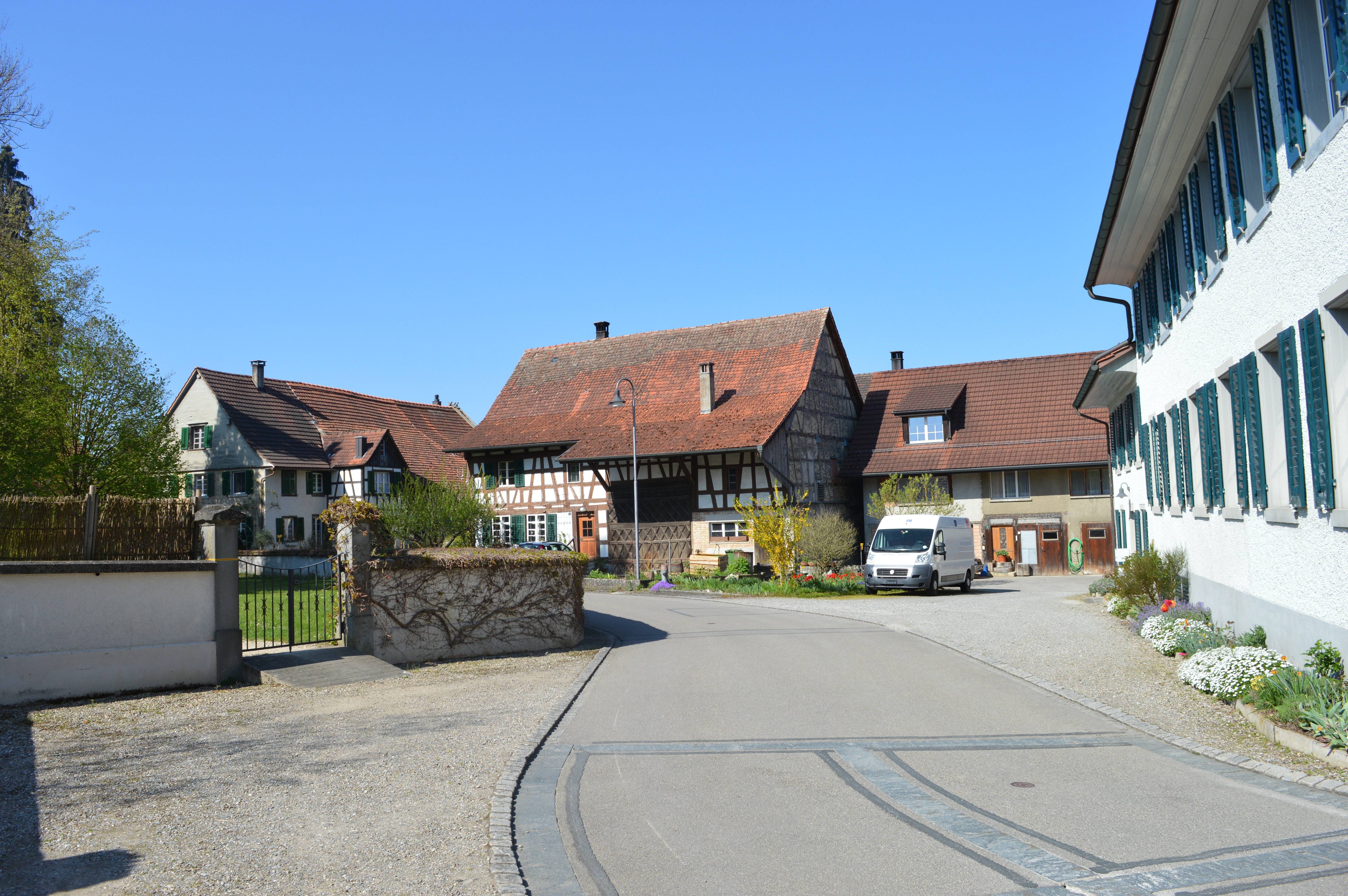
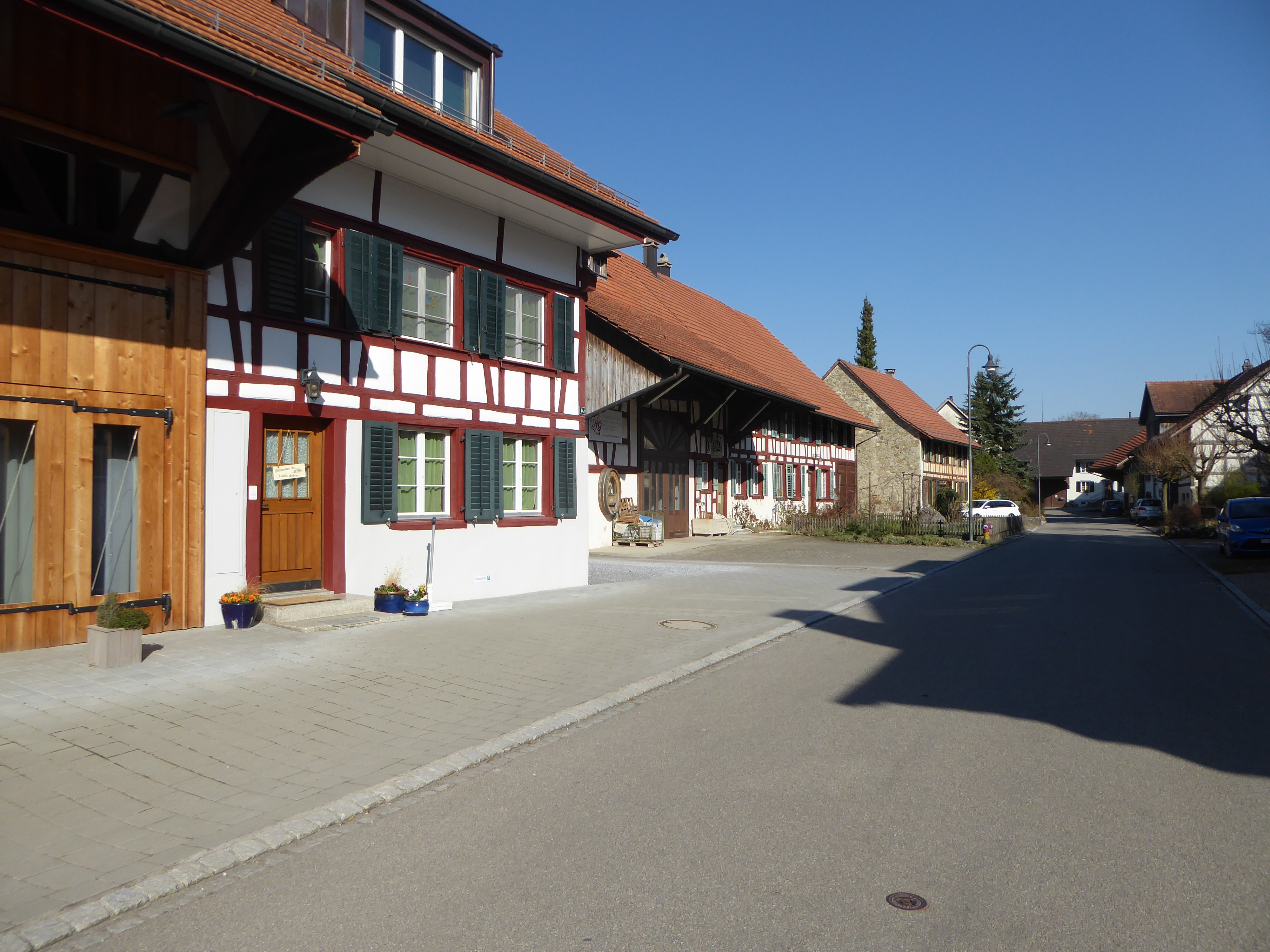
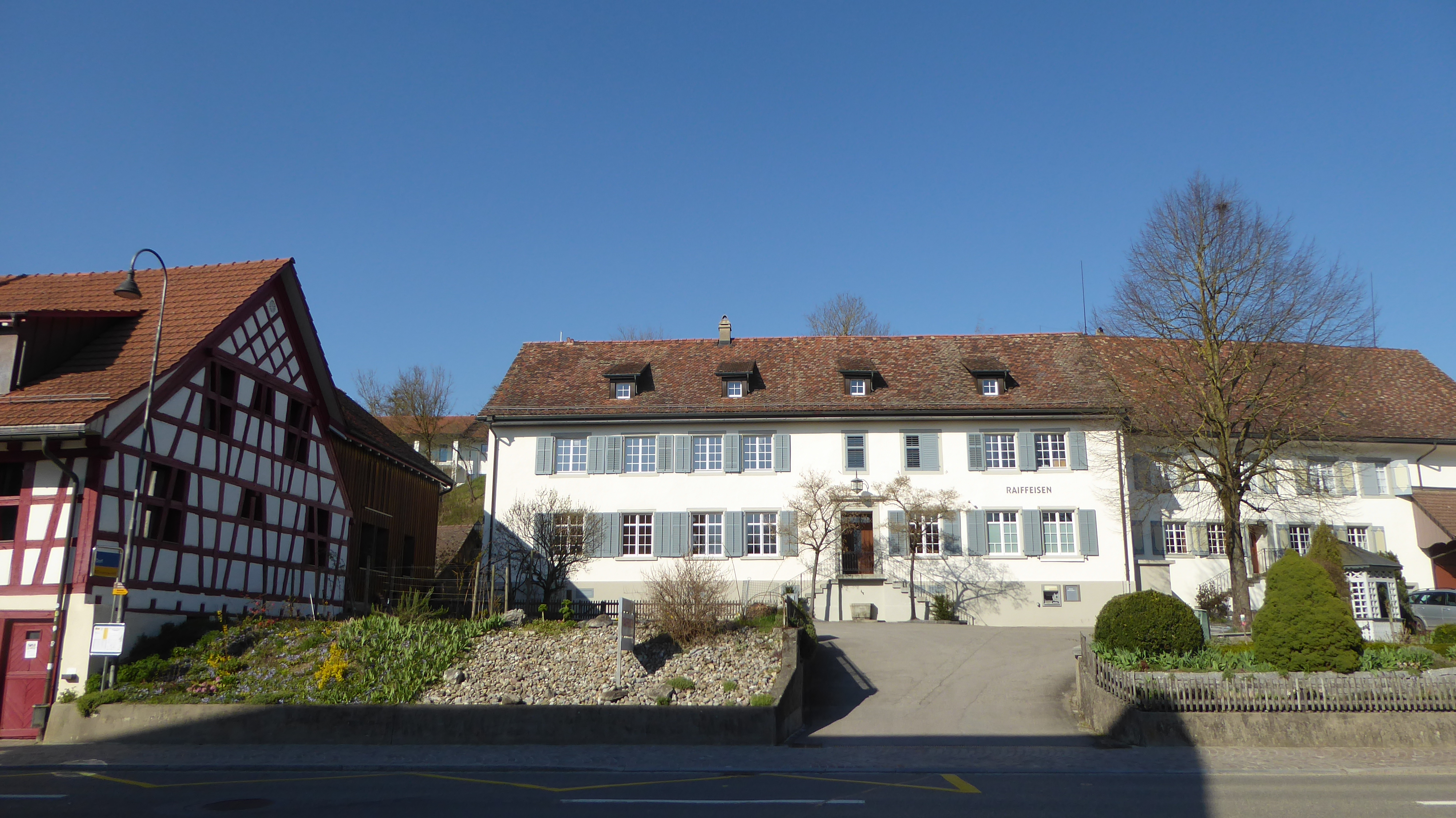
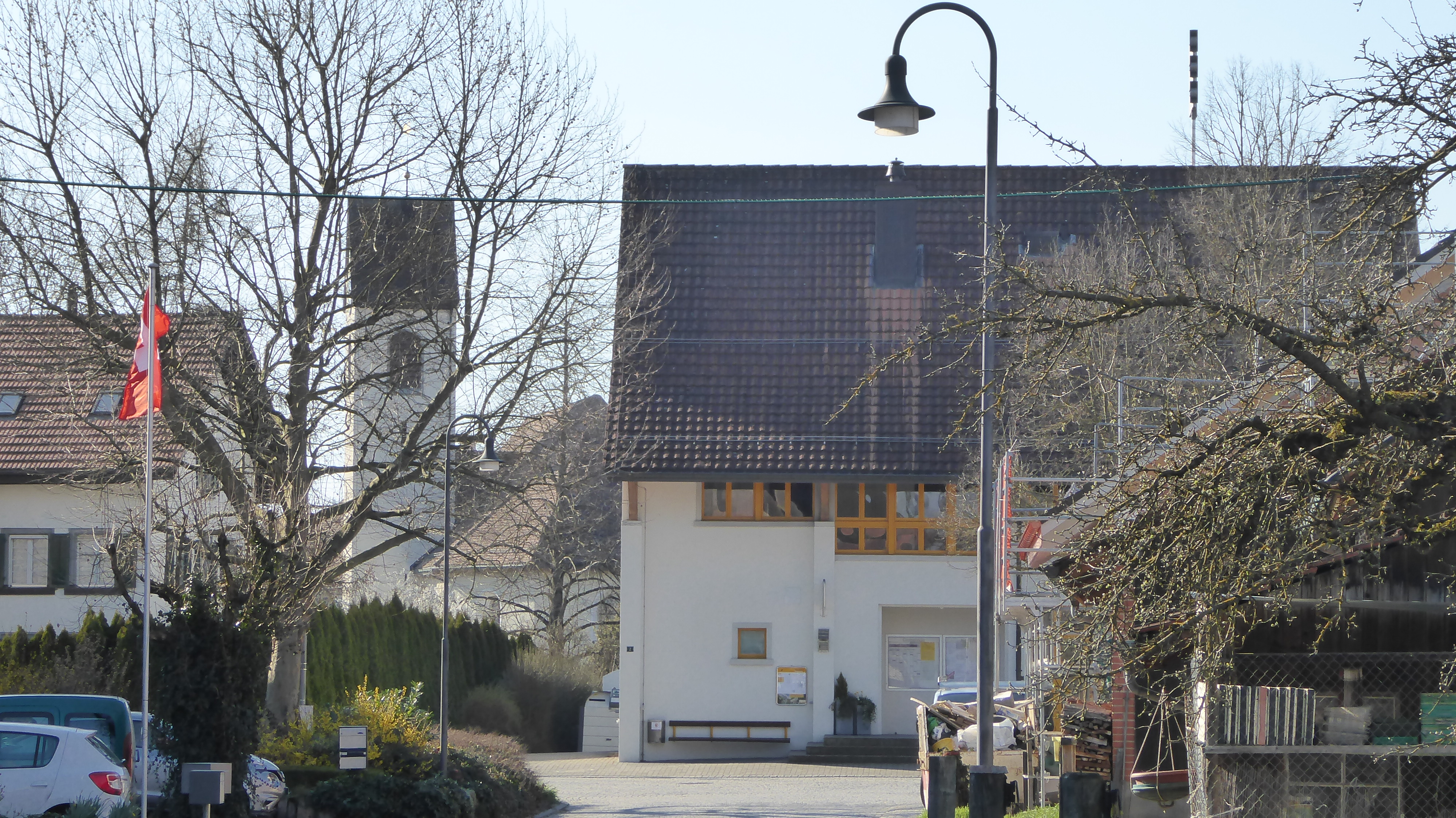